# Сен-Жан-д’Анжели (округ)
Сен-Жан-д’Анжели (фр. Saint-Jean-d’Angély) — округ (фр. Arrondissement) во Франции, один из округов в регионе Новая Аквитания. Департамент округа — Шаранта Приморская. Супрефектура — Сен-Жан-д’Анжели.
Население округа на 2006 год составляло 51 681 человек. Плотность населения составляет 36 чел./км². Площадь округа составляет всего 1442 км².

## Территориальное деление
Округ разделён на 7 кантонов:
- Ольне
- Луле
- Мата
- Сент-Илер-де-Вильфранш
- Сен-Жан-д’Анжели
- Сен-Савиньен
- Тонне-Бутон